# Torneio de xadrez de Londres de 1851
O Torneio de xadrez de Londres de 1851 foi o primeiro torneio internacional do xadrez, realizado durante a Grande Exposição na cidade de Londres. O torneio foi organizado e concebido por Howard Staunton, e marcou o primeiro encontro dos melhores jogadores da Europa num único evento. Adolf Anderssen da Alemanha venceu a competição que contou com mais quinze jogadores, e recebeu o status de melhor jogador do continente.
|  | Primeira rodada | Primeira rodada | Primeira rodada |  |  | Segunda rodada | Segunda rodada | Segunda rodada |    |           | Semi-final | Semi-final | Semi-final |  |  | Final | Final | Final |
|  |                 |                 |                 |  |  |                |                |                |    |           |            |            |            |  |  |       |       |       |
|  | Anderssen       | Anderssen       | 2½              |  |  |                |                |                |    |           |            |            |            |  |  |       |       |       |
|  | Kieseritsky     | Kieseritsky     | ½               |  |  | Anderssen      | Anderssen      | 4              |    |           |            |            |            |  |  |       |       |       |
|  | Szén            | Szén            | 2               |  |  | Szén           | Szén           | 2              |    |           |            |            |            |  |  |       |       |       |
|  | Newham          | Newham          | 0               |  |  |                |                |                |    | Anderssen | Anderssen  | 4          |            |  |  |       |       |       |
|  | Horwitz         | Horwitz         | 2½              |  |  |                | Staunton       | Staunton       | 1  |           |            |            |            |  |  |       |       |       |
|  | Bird            | Bird            | 1½              |  |  | Staunton       | Staunton       | 4½             |    |           |            |            |            |  |  |       |       |       |
|  | Staunton        | Staunton        | 2               |  |  | Horwitz        | Horwitz        | 2½             |    |           |            |            |            |  |  |       |       |       |
|  | Brodie          | Brodie          | 0               |  |  |                |                |                |    |           | Anderssen  | Anderssen  | 4½         |  |  |       |       |       |
|  | Williams        | Williams        | 2               |  |  |                | Wyvill         | Wyvill         | 2½ |           |            |            |            |  |  |       |       |       |
|  | Löwenthal       | Löwenthal       | 0               |  |  | Williams       | Williams       | 4              |    |           |            |            |            |  |  |       |       |       |
|  | Mucklow         | Mucklow         | 2               |  |  | Mucklow        | Mucklow        | 0              |    |           |            |            |            |  |  |       |       |       |
|  | E.S. Kennedy    | E.S. Kennedy    | 0               |  |  |                |                |                |    | Wyvill    | Wyvill     | 4          |            |  |  |       |       |       |
|  | H.A. Kennedy    | H.A. Kennedy    | 2               |  |  |                | Williams       | Williams       | 3  |           |            |            |            |  |  |       |       |       |
|  | Mayet           | Mayet           | 0               |  |  | Wyvill         | Wyvill         | 4½             |    |           |            |            |            |  |  |       |       |       |
|  | Wyvill          | Wyvill          | 2               |  |  | H.A. Kennedy   | H.A. Kennedy   | 3½             |    |           |            |            |            |  |  |       |       |       |
|  | Löwe            | Löwe            | 0               |  |  |                |                |                |    |           |            |            |            |  |  |       |       |       |